# Проспект-Парк (округ Камерон, Пенсільванія)
Проспект-Парк (англ. Prospect Park) — переписна місцевість (CDP) в США, в окрузі Камерон штату Пенсільванія. Населення — 270 осіб (2020).

## Географія
Проспект-Парк розташований за координатами 41°31′7″ пн. ш. 78°12′36″ зх. д. / 41.51861° пн. ш. 78.21000° зх. д. (41.518731, -78.209940).  За даними Бюро перепису населення США в 2010 році переписна місцевість мала площу 1,59 км², з яких 1,58 км² — суходіл та 0,02 км² — водойми.

## Демографія
Згідно з переписом 2010 року, у переписній місцевості мешкало 327 осіб у 143 домогосподарствах у складі 96 родин. Густота населення становила 205 осіб/км².  Було 159 помешкань (100/км²).
Расовий склад населення:
| - 99,7 % — білих - 0,3 % — корінних американців |

До двох чи більше рас належало 0,0 %. Частка іспаномовних становила 0,0 % від усіх жителів.
За віковим діапазоном населення розподілялося таким чином: 21,1 % — особи молодші 18 років, 58,7 % — особи у віці 18—64 років, 20,2 % — особи у віці 65 років та старші. Медіана віку мешканця становила 47,1 року. На 100 осіб жіночої статі у переписній місцевості припадало 87,9 чоловіків;  на 100 жінок у віці від 18 років та старших — 85,6 чоловіків також старших 18 років.
Середній дохід на одне домашнє господарство  становив 54 708 доларів США (медіана — 37 500), а середній дохід на одну сім'ю — 87 202 долари (медіана — 70 000). Медіана доходів становила 44 219 доларів для чоловіків та 37 656 доларів для жінок. За межею бідності перебувало 1,5 % осіб, у тому числі 0,0 % дітей у віці до 18 років та 0,0 % осіб у віці 65 років та старших.
Цивільне працевлаштоване населення становило 141 особа. Основні галузі зайнятості: виробництво — 29,8 %, освіта, охорона здоров'я та соціальна допомога — 22,7 %, роздрібна торгівля — 13,5 %, фінанси, страхування та нерухомість — 10,6 %.